# Sotonići
Sotonići este un sat din comuna Bar, Muntenegru. Conform datelor de la recensământul din 2003, localitatea are 112 locuitori (la recensământul din 1991 erau 121 de locuitori).

## Demografie
În satul Sotonići locuiesc 92 de persoane adulte, iar vârsta medie a populației este de 47,3 de ani (43,6 la bărbați și 51,1 la femei). În localitate sunt 45 de gospodării, iar numărul mediu de membri în gospodărie este de 2,49.
|  |

| Demografie | Demografie | Demografie |
| An         | Locuitori  | Locuitori  |
| ---------- | ---------- | ---------- |
|            |            |            |
|            |            |            |
|            |            |            |
|            |            |            |
| 1948       | 307        |            |
| 1953       | 324        |            |
| 1961       | 320        |            |
| 1971       | 260        |            |
| 1981       | 170        |            |
| 1991       | 121        | 121        |
| 2003       | 121        | 112        |

| \| Componența etnică conform recensământului din 2003[2] \| Componența etnică conform recensământului din 2003[2] \| Componența etnică conform recensământului din 2003[2] \| Componența etnică conform recensământului din 2003[2] \| Componența etnică conform recensământului din 2003[2] \| \| ----------------------------------------------------- \| ----------------------------------------------------- \| ----------------------------------------------------- \| ----------------------------------------------------- \| ----------------------------------------------------- \| \| \| \| \| \| \| \| Muntenegreni \| Muntenegreni \| \| 95 \| 84,82% \| \| Sârbi \| Sârbi \| \| 12 \| 10,71% \| \| Croați \| Croați \| \| 2 \| 1,78% \| \| Iugoslavi \| Iugoslavi \| \| 2 \| 1,78% \| \| Germani \| Germani \| \| 1 \| 0,89% \| \| necunoscută \| necunoscută \| \| 0 \| 0% \| |              |  |    |        |
| Componența etnică conform recensământului din 2003 |              |  |    |        |
| |              |  |    |        |
| Muntenegreni | Muntenegreni |  | 95 | 84,82% |
| Sârbi | Sârbi        |  | 12 | 10,71% |
| Croați | Croați       |  | 2  | 1,78%  |
| Iugoslavi | Iugoslavi    |  | 2  | 1,78%  |
| Germani | Germani      |  | 1  | 0,89%  |
| necunoscută | necunoscută  |  | 0  | 0%     |